# Movimiento de Reunificación para el Cambio
El Movimiento de Reunificación para el Cambio (a veces escrito como Reunificación de Movimientos para el Cambio) es un partido político en Vanuatu que surgió de una escisión en la Unión de Partidos Moderados en 2012.

## Resultados electorales
| Elección | Líder          | Votos  | %          | Escaños | +/–   | Estatus   |
| -------- | -------------- | ------ | ---------- | ------- | ----- | --------- |
| 2012     | Paul Telukluk  | 6,921  | 5.75 (#6)  | 3/52    | Nuevo | Oposición |
| 2016     | Charlot Salwai | 8,376  | 3.44 (#10) | 3/52    | 0     | Gobierno  |
| 2020     | Charlot Salwai | 16,298 | 11.32 (#3) | 7/52    | 4     | Gobierno  |
| 2022     | Charlot Salwai | 9,830  | 7.43 (#5)  | 5/52    | 2     | Gobierno  |